# 学校法人九州安達学園
学校法人九州安達学園は、福岡県に本部を置いていた学校法人。2017年に学校法人東京安達学園（現・学校法人21世紀アカデメイア）と合併し解散した。

## 概要
福岡市博多区にあり、以下の4校を設置していた。
- 専門学校九州デザイナー学院
- 専門学校九州ビジュアルアーツ
- 専門学校九州スクール・オブ・ビジネス
- 九州観光専門学校

## 沿革
- 1968年　専門学校東京デザイナー学院　東京写真専門学校の福岡校として福岡市天神に設立
- 1983年　博多駅前に総合校舎完成　学校法人として福岡県に認可され校名を専門学校九州デザイナー学院に変更
- 1983年　専門学校九州スクール・オブ・ビジネス、九州観光専門学校開校
- 1989年　総合校舎2号館を増設
- 1997年　九州デザイナー学院の映像音響専門課程が独立し専門学校九州ビジュアルアーツとして開校
- 2001年　ペット・フラワー・メイクの実習棟増築
- 2004年　総合実習棟増築
- 2006年　校舎1階に学生が運営する実習店舗「U29（ユニーク）」オープン
- 2008年　福岡市中央区大名に学生が運営する実習店舗「iRO-YA（イロヤ）」オープン
- 2017年3月　学校法人東京安達学園が学校法人東京学園、学校法人大阪安達学園、学校法人名古屋安達学園、学校法人九州安達学園を合併

## 特徴

### 実践
実践授業の一部として以下のような事を行い新聞などメディアにも取り上げられている
- 実習店舗（U29）でケーキ、パンの販売
- 本物の結婚式を年に数回プロデュース
- 300名収容の学内ホールでライブの開催
- 福岡の中心地天神でファッションショーやメイクショーの開催
- 学園発行のエコ新聞を学生と毎日新聞社が共同で制作 していた
- 高校のプロモーションビデオやパンフレットを学生が制作
- 病院などの施設の壁画を学生が制作

### 他学科の受講
自分のクラスの空き時間に興味がある授業があれば4校29学科どれでも無料で受講できる。これをFAシステムと呼んでいる

### 4校29学科のコラボレーション
ファッション学科のファッションショーにて音響や照明を音響学科、ビデオの撮影と編集を放送学科、モデルをモデル学科、ポスターやチラシの作成をグラフィックデザイン学科と総合デザイン学科の生徒がそれぞれ担当している

### オープンキャンパス
日曜日（一部土曜日、祝日、毎週ではない）。AOプレスクールは、希望者全員の業界就職やデビューを実現するために、いち早く学びをスタートいたします。この入学前授業「AOプレスクール」により初心者でも1から学ぶことが可能。
入学希望者は入学前の特別授業「AOプレスクール」を無料で受講することができ、早くから業界の基礎を学び、実践的な本物にふれていくことで、目指す業界にグンと近づけます。
- 九州各県と山口県発着の無料送迎バスまたは交通費の補助
- 特待生試験・企業奨学生試験の面接が免除（参加者全員、後述）

### 特待生制度
特待生にはS特・A特・B特・C特の4種類あり、それぞれ学費が減免される。特待生試験対策講座も行っている。
免除額
- S特　40万円
- A特　20万円
- B特　10万円
- C特　5万

### 企業奨学生制度(過去情報)
社会や文化に貢献できる優秀な人材を育成するために、企業が学費の一部を援助、
試験は、グループディスカッション・面接（体験入学参加者は免除）があり、在学期間中、奨学金として20万円が支給される。定員は10人返済不要だが、地域のボランティア活動に参加することになる。

### Adachi Walker(過去情報)
Adachi Walkerとは学生が不定期に発行しているフリーペーパーで取材、撮影、モデルなどすべて学生が担当している
記事の内容として
- イベントレポート
- 在学生・卒業生のインタビュー
- 学校周辺のお店（ランチ）紹介　　などがある

アビスパ福岡の選手や加治屋朋子（元TVQアナウンサー）、斉藤ふみ（ローカルタレント）も取材し、記事として掲載している

### EMCOM（エムコン)(過去情報)
EMCOMとはEco Message COMpetitionの略で、九州安達学園と毎日新聞社が共同で主催していて、中学生・高校生を対象に自然や環境に関するメッセージを募集している。
テーマは「環境や自然に関わることで、多くの人に伝えたい、共感してもらいたいと思うこと」
EMCOMには以下の2部門がある
- エコ・アート部門

ポスター、イラスト、写真、映像、オブジェ、演劇など展示や再生が可能ならジャンル、表現方法は問わない
- エコアクティビティ部門

環境に関わる取り組みや研究などの活動を、パネル、映像、プレゼンテーションのいずれかで発表する
2011年で8回目となる

### 部活動
九州安達学園には以下の運動部と吹奏楽部があるが参加は各生徒の自由で認知度が低いせいか、参加していない生徒が圧倒的に多い
- 軟式野球部
- バレーボール部
- バスケットボール部
- サッカー部
- 硬式・軟式テニス部
- バドミントン部
- 卓球部
- 弓道部
- 吹奏楽部

## 施設

### エスペランサホール
九州安達学園の施設では一番広く300人以上が収容できる多目的ホール
プロの音響・照明システムを導入していて、普段はそれを使用した実習授業の教室として使用しているが、ファッションショーやプロのアーティストを招いたライブにも使用される
布袋寅泰がプロモーションビデオの撮影で使用したことがある
不定期ではあるがロバートハウス（FBS）、ドォーモ（KBC）など在福局の番組収録にも使用される

### バンケットルーム・学内チャペル
主にブライダル&ウエディング学科、ホテル学科が使用している
バンケットルーム
100名収容の宴会・飲食サービスのエッセンスが学べる一流ホテルの雰囲気があるホール。実際に学生の両親の銀婚式をここで行ったことがある
学内チャペル
模擬結婚式をはじめ、実際の挙式にも使われる本格的なチャペル

### 副調整室
主に放送学科が使用している
副調整室
簡易TVスタジオとその副調整システムで構成される。スタジオカメラ、照明、マイク、ミキサー、スイッチャーなどの放送用・業務用の機材が揃っており、本格的なTV番組の制作が可能。

### レコーディングスタジオ
主に音響学科が使用している
実習環境として九州の専門学校では最高のスペックを誇るレコーディングスタジオ。プロのミュージシャンがレコーディングに希望するほどの設備が整っている。

### エステ実習室
主にトータルビューティ学科が使用している
美顔、洗顔のテクニックから、フェイシャル、ボディ、フットなどの各種マッサージまで全身美容の施術ができ、エステティシャンの国際資格（CIDESCO）対応の設備が設置してある

### ダンススタジオ
主にパフォーマンスアーツ学科が使用している
パフォーマンスアーツ学科の演技レッスンなど多目的に使用している

### ドッグトレーニングルーム・トリミングルーム
主にペット学科が使用している
ドッグトレーニングルーム
モデル犬を使って、犬のしつけ・トレーニングの仕方を学ぶ。「ツケ」「おすわり」「伏せ」などの基本動作からアジリティ（競技）までの高度なテクニックを実習で身につける
トリミングルーム
ペットのグルーミング、トリミングに取り組める実習室である。最新の設備・器具が設置してある

### フード実習室
主にカフェ＆スイーツ学科が使用している
製菓・カフェ実習に使用する。製菓・製パン機器・器具を使い、お菓子づくりやパンづくりを行う。指導は実際プロで活躍されているパティシエ、ブランジェ

### 録音スタジオ
主に放送学科、映画学科、声優学科、アニメーション学科が使用している
アニメーション作品や映像作品のアフレコ、アテレコを行ったり、MA作業や効果音の作成など「音入れ」に関するさまざまな作業に対応している

## 学校行事
- 4月上旬・・・入学式
- 10月1日（毎年共通）・・・入学願書受付開始
- 10月・・・安達祭（学園祭）
- 1月中旬～2月下旬・・・各学科卒業制作発表会
- 3月上旬・・・卒業式
- 日曜日（一部土曜日、祝日、毎週ではない）、夏休み、冬休み、春休みに体験入学や学校説明会を開催している
- 不定期ではあるがファッションショーなど学生の発表公演やショー、イベントが行われる

## グループ校

### 東京地区
- 専門学校東京スクール・オブ・ビジネス
- 東京観光専門学校
- 専門学校専門学校東京クールジャパン
- 専門学校東京デザイナー学院
- 専門学校東京ビジュアルアーツ

### 名古屋地区
- 専門学校名古屋スクール・オブ・ビジネス
- 名古屋観光専門学校
- 専門学校名古屋デザイナー学院
- 専門学校名古屋ビジュアルアーツ

### 大阪地区
- 大阪ビジネスカレッジ専門学校
- 大阪観光専門学校
- 大阪デザイナー専門学校
- ビジュアルアーツ専門学校・大阪

学校法人北海道安達学園の設置する専門学校札幌デザイナー学院、専門学校札幌ビジュアルアーツ、専門学校札幌スクールオブビジネスはグループ校ではない。